# Arcidiocesi di Sorocaba
L'arcidiocesi di Sorocaba (in latino Archidioecesis Sorocabana) è una sede metropolitana della Chiesa cattolica in Brasile. Nel 2022 contava 853.000 battezzati su 1.217.749 abitanti. La sede è vacante.

## Territorio
L'arcidiocesi comprende 12 comuni nella parte centro-meridionale dello stato brasiliano di San Paolo: Sorocaba, Araçoiaba da Serra, Boituva, Cerquilho, Iperó, Jumirim, Piedade, Porto Feliz, Salto de Pirapora, Tapiraí, Tietê e Votorantim.
Sede arcivescovile è la città di Sorocaba, dove si trova la cattedrale di Nostra Signora del Ponte (Nossa Senhora da Ponte).
Il territorio si estende su una superficie 4.053 km² ed è suddiviso in 58 parrocchie, raggruppate in 3 regioni pastorali: Sorocaba, Castelo e Raposo.

### Provincia ecclesiastica
La provincia ecclesiastica di Sorocaba, istituita nel 1992, comprende le seguenti suffraganee:
- diocesi di Itapetininga,
- diocesi di Itapeva,
- diocesi di Jundiaí,
- diocesi di Registro.

## Storia
La diocesi di Sorocaba fu eretta il 4 luglio 1924 con la bolla Ubi praesules di papa Pio XI, ricavandone il territorio dall'arcidiocesi di San Paolo e dalle diocesi di Botucatu (oggi arcidiocesi) e di Taubaté. Originariamente era suffraganea dell'arcidiocesi di San Paolo.
Il 19 settembre 1954 con la bolla E prisco maiorum di papa Pio XII fu istituito il capitolo della cattedrale.
Il 1º luglio 1960, con la lettera apostolica Praecipuo pietatis, papa Giovanni XXIII proclamò la Beata Vergine Maria, in portoghese Nossa Senhora da Ponte, patrona principale della diocesi e della città vescovile.
Il 2 marzo 1968 cedette una porzione del suo territorio a vantaggio dell'erezione della diocesi di Itapeva.
Il 29 aprile 1992 la diocesi è stata elevata al rango di arcidiocesi metropolitana con la bolla Brasilienses fideles di papa Giovanni Paolo II.
Il 15 aprile 1998 ha ceduto un'altra porzione di territorio a vantaggio dell'erezione della diocesi di Itapetininga.

## Cronotassi dei vescovi
Si omettono i periodi di sede vacante non superiori ai 2 anni o non storicamente accertati.
- José Carlos de Aguirre † (4 luglio 1924 - 8 gennaio 1973 deceduto)
- José Melhado Campos † (8 gennaio 1973 succeduto - 20 marzo 1981 dimesso)
- José Lambert Filho, C.S.S. † (20 marzo 1981 succeduto - 4 maggio 2005 ritirato)
- Eduardo Benes de Sales Rodrigues (4 maggio 2005 - 28 dicembre 2016 ritirato)
- Júlio Endi Akamine, S.A.C. (28 dicembre 2016 - 7 marzo 2025 nominato arcivescovo coadiutore di Belém do Pará)

## Statistiche
L'arcidiocesi nel 2022 su una popolazione di 1.217.749 persone contava 853.000 battezzati, corrispondenti al 70,0% del totale.
| anno | popolazione | popolazione | popolazione | presbiteri | presbiteri | presbiteri | presbiteri                | diaconi | religiosi | religiosi | parrocchie |
| anno | battezzati  | totale      | %           | numero     | secolari   | regolari   | battezzati per presbitero | diaconi | uomini    | donne     | parrocchie |
| ---- | ----------- | ----------- | ----------- | ---------- | ---------- | ---------- | ------------------------- | ------- | --------- | --------- | ---------- |
| 1950 | 453.000     | 455.000     | 99,6        | 46         | 18         | 28         | 9.847                     |         | 28        | 168       | 32         |
| 1966 | 650.000     | 800.000     | 81,3        | 96         | 54         | 42         | 6.770                     |         | 86        | 305       | 41         |
| 1967 | ?           | 656.916     | ?           | 67         | 42         | 25         | ?                         |         |           | 252       | 27         |
| 1976 | 450.000     | 500.000     | 90,0        | 75         | 36         | 39         | 6.000                     | 12      | 44        | 180       | 38         |
| 1977 | 544.000     | 605.000     | 89,9        | 64         | 35         | 29         | 8.500                     | 15      | 37        | 180       | 40         |
| 1990 | 636.000     | 775.000     | 82,1        | 69         | 45         | 24         | 9.217                     | 16      | 31        | 174       | 42         |
| 1999 | 526.155     | 754.508     | 69,7        | 45         | 33         | 12         | 11.692                    | 21      | 13        | 136       | 33         |
| 2000 | 569.373     | 813.391     | 70,0        | 51         | 37         | 14         | 11.164                    | 27      | 15        | 142       | 36         |
| 2001 | 604.730     | 864.901     | 69,9        | 54         | 40         | 14         | 11.198                    | 34      | 17        | 174       | 54         |
| 2002 | 615.148     | 878.784     | 70,0        | 55         | 41         | 14         | 11.184                    | 36      | 21        | 157       | 58         |
| 2003 | 632.587     | 903.696     | 70,0        | 55         | 40         | 15         | 11.501                    | 34      | 18        | 137       | 42         |
| 2004 | 654.789     | 935.414     | 70,0        | 56         | 42         | 14         | 11.692                    | 39      | 19        | 147       | 42         |
| 2010 | 666.000     | 952.000     | 70,0        | 113        | 73         | 40         | 5.893                     | 42      | 104       | 152       | 48         |
| 2014 | 766.792     | 1.095.418   | 70,0        | 99         | 69         | 30         | 7.745                     | 41      | 83        | 131       | 55         |
| 2017 | 800.177     | 1.143.111   | 70,0        | 90         | 71         | 19         | 8.890                     | 46      | 53        | 131       | 59         |
| 2020 | 833.599     | 1.190.201   | 70,0        | 73         | 73         |            | 11.419                    | 44      | 34        | 130       | 59         |
| 2022 | 853.000     | 1.217.749   | 70,0        | 69         | 69         |            | 12.362                    | 44      | 32        | 114       | 58         |